# Gugubera
Gugubera, eller koko-bera, är ett australiskt språk som talas i Queensland. Gugubera tillhör de pama-nyunganska språken.. Enligt Australiens folkräkning år 2016 talades språket av 10 människor. Det anses vara hotat. Språkgemenskapen använder också torressundkreol och kunjen..
Språket har ingen skriftlig standard.